# François Payard
François Payard (Nice, 16 de julho de 1966) é um chef de cozinha e escritor francês.

## Biografia
Nascido em Nice, o chef François Payard cresceu gastando muito do seu tempo na pastelaria de seu avô Au Nid des Friandises, na Riviera Francesa.
Depois de migrar para Nova York, em 1990, de viajar por Paris aperfeiçoando suas habilidades em cozinhas de três estrelas Michelin, François Payard começou sua carreira no Le Bernardin e Daniel Restaurant onde ganhou reconhecimento na cozinha como apresentador da Associação James Beard "Chef do Ano" de 1995, homenageando-o por suas receitas de grande atenção ao sabor.
Em 1997, o chef François Payard abriu sua primeira Pâtisserie e Bistro, a Payard Pâtisserie e Bistrô na avenida East Side em Manhattan. Atualmente, Payard possui confeitarias no Brasil, Japão, Las Vegas e Nova York.
François Payard é também autor de inúmeros livros de diversas receitas, “Bite Size: Elegant Recipes for Entertaining,” “Simply Sensational Desserts” e o mais recente “Chocolate Epiphany: Exceptional Cookies, Cakes, and Confections for Everyone.”